# Þrándarjökull
Þrándarjökull är en glaciär i republiken Island. Den ligger i regionen Austurland, 300 km öster om huvudstaden Reykjavík. Arean är 22,0 kvadratkilometer.